# بوغ

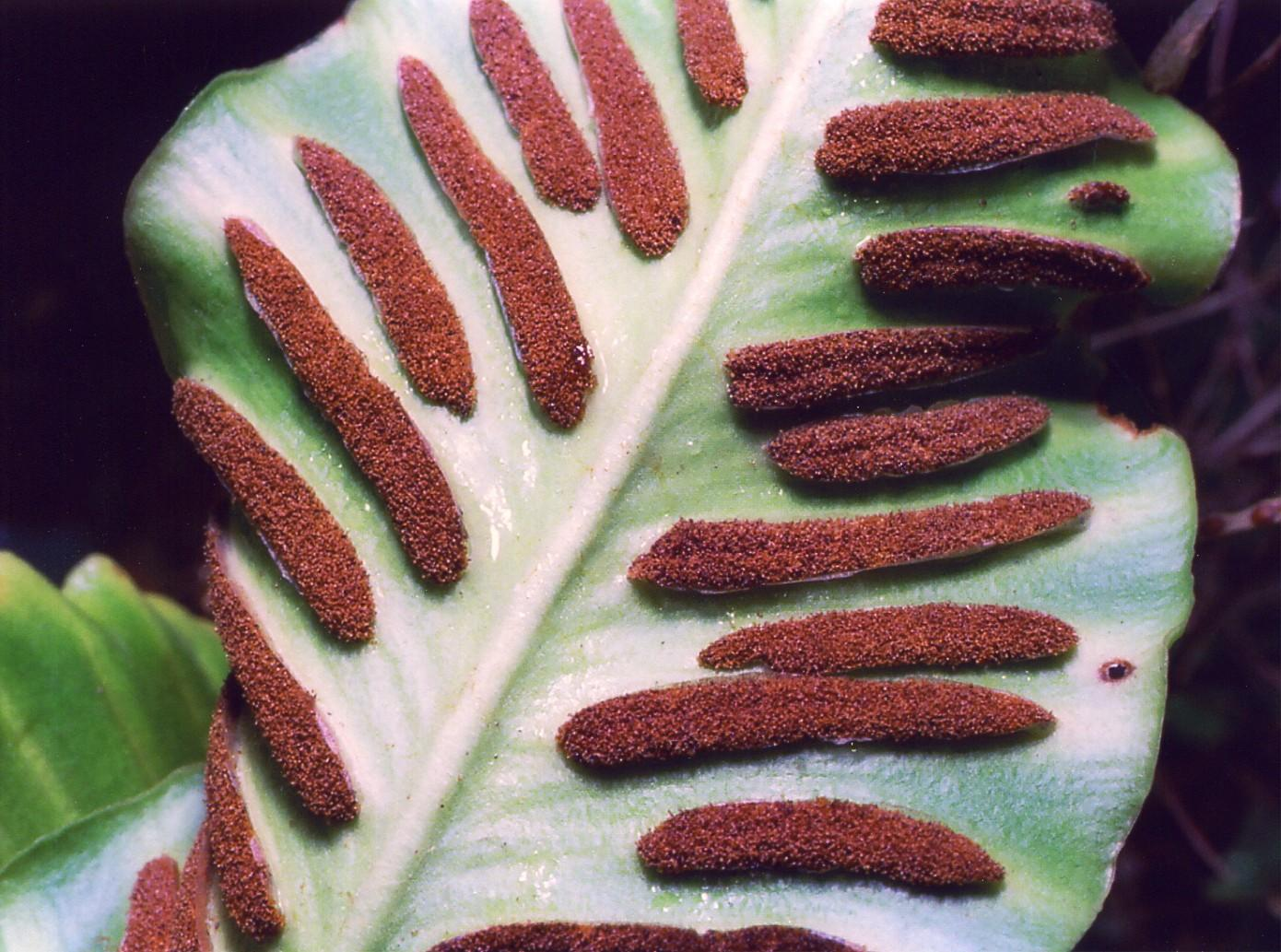
حاملات البوغ.

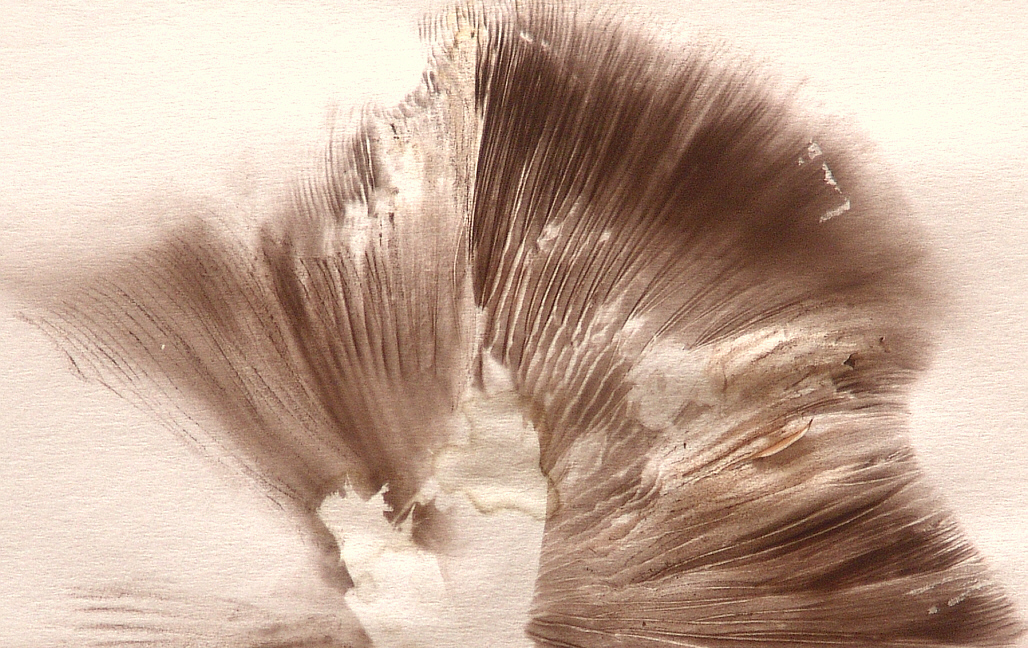
بوغ من أحد انواع عيش الغراب.

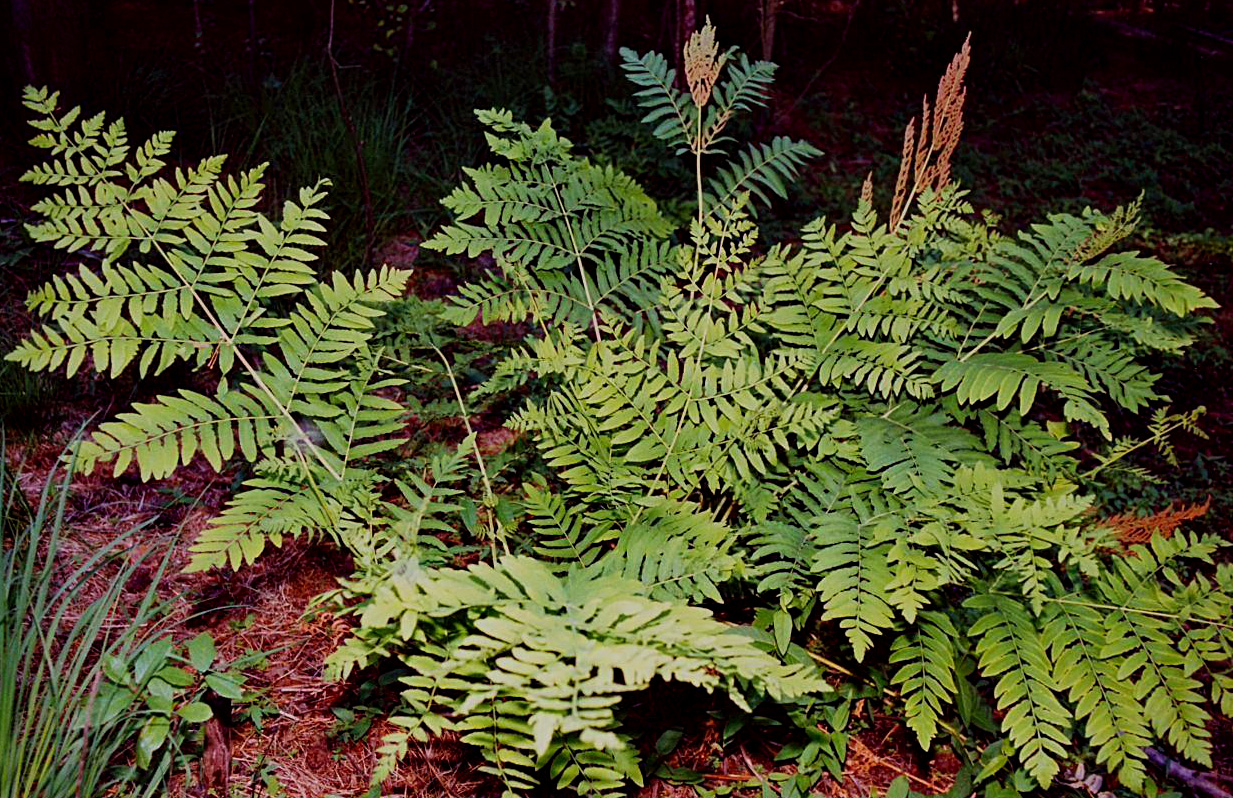
سرخس ، يتكاثر عن طريق البوغ

البَوغ (وجمعها أبَوْاغ) في علم النبات هو خلية تكاثر لاجنسي، تنقل النبات من حالة الركود إلى حالة النشاط أو العكس، وهي قادرة على تكوين أفراد جديدة مباشرة عكس العِرس (بالإنجليزية: Gamete)‏ الذي لا يعطي فرداً جديداً إلاّ إذا لقح بعرس آخر.

## أشكال الأبواغ
للأبواغ أشكال كثيرة مختلفة الأسماء: ففي الجراثيم توجد الأبواغ الداخلية (بالإنجليزية: Endospores)‏. وفي الطحالب تُلاحظ الأبواغ المتحركة المسماة بالأبواغ الحيوانية (بالإنجليزية: zoospores)‏، والأبواغ الثمرية (بالإنجليزية: carpospores)‏، والأبواغ الضعفانية الصيغة الصبغية المسماة بالأبواغ الزيجية (بالإنجليزية: zygospores)‏، والأبواغ الفردانية الصيغة الصبغية الناتجة من التنصيف الصبغي المسماة بالأبواغ الرباعية (بالإنجليزية:  tetraspoers)‏ . وفي الفطريات أبواغ خارجية التكوين تدعى غبيرات (بالإنجليزية: codnidia)‏، وأبواغ تتكوّن داخل زِقٍ ascus وتدعى بالأبواغ الزِقية (بالإنجليزية: ascospores)‏، وأبواغ تتكوّن داخل قدح يدعى إيسيَّة (بالإنجليزية: aecium)‏ وتدعى بالأبواغ الإيسية (بالإنجليزية: aeciospores)‏، وأبواغ تتكوّن داخل قارورة تسمى بقْنَة (بالإنجليزية: pycnium)‏ وتدعى بالأبواغ البقنية (بالإنجليزية: pycnospores)‏، وأبواغ تتكوّن داخل كتلة خلوية متماسكة تدعى يوريدة (بالإنجليزية: uredium)‏ وتدعى بالأبواغ اليوريدية (بالإنجليزية: uredospores)‏، وأبواغ تتكوّن ضمن كتلة متماسكة تدعى نهاية telium وتدعى بالأبواغ النهائية (بالإنجليزية: teliospores)‏، وأبواغ تتكوّن في دعامة (بالإنجليزية: basidium)‏ وتدعى بالأبواغ الدعامية (بالإنجليزية: basidiospores)‏. وفي الحزازيات والسرخسيات تكون الأبواغ دوماً منَصَّفَة (بالإنجليزية: meiospores)‏. وتظهر الأبواغ المنصَّفة في نموذجين من النباتات الراقية أحدها ذكري صغير يعرف بالأبواغ الدقيقة (بالإنجليزية: microspores)‏، وثانيهما أنثوي كبير يعرف بالأبواغ الكبيرة(بالإنجليزية:  macrospores)‏ .
والأبواغ في العادة موجودة في كل مكان لكثرة أعدادها، فالفرد الواحد في بعض الفطريات، على سبيل المثال، يُنْتِج قُرابة 8 تريليون بوغة، وهذا ما يمكِّن فطريات الريزوبوس (باللاتينية: Rhizopus) والبنسيليوم (باللاتينية: Penicillium) والأسبرجيلوس (باللاتينية: Aspergillus) من الانتشار على سطح الكرة الأرضية كلها.

## أنواع
-أبواغ الجراثيم معظم أبواغ الجراثيم داخلية التكوين وتعتبر أعضاء مقاومة للأحوال التي لا تتناسب مع حياتها. وتتميز أبواغ الجراثيم بميزات فيزيائية وكيميائية خاصة، من أهمها مقاومة الحرارة والجفاف. ويذكر أن بعض الأبواغ الجرثومية تتحمل درجة حرارة الغليان المائي من بضع ساعات حتى ثلاثين ساعة، مما يجعل التعقيم بالغليان أمراً صعب الحدوث. 
-أبواغ النباتات الزرق: يتكون البوغ في خلايا النباتات الزرق عندما تتشرب الجدران الخلوية المركبة من السليولوز مركبات قشرية، ثم تتحول هذه المركبات إلى طبقة كتيمة مرصعة بتزيينات مميزة للأنواع. وتختلف أبواغ النباتات الزرق حسب الزمرة النباتية، لكنها دائما عديمة السياط أي بلا سوط منها الساكنة غير المتحركة والمتحركة حركات انسيابية، ومنها المنفردة المكورة (Coccospores)، وبعضها كثير الخلايا المنسقة (Hormospores)، وبعض أبواغ النباتات محاطة بجدار ثخين قوي المقاومة، وأخرى محاطة بجدار ضعيف المقاومة. 